# Juno Awards 2012
Die Juno Awards 2012 wurden am 31. März und am 1. April in Ottawa, Ontario vergeben. Die Hauptverleihung wurde von CTV aus dem Scotiabank Place übertragen.
Blue Rodeo wurde in die Canadian Music Hall of Fame aufgenommen. Gary Slaight, der CEO von Standard Radio und Slaight Communication wurde mit dem Walt Grealis Special Achievement Award ausgezeichnet. Der Allan Waters Humanitarian Award ging an Simple Plan.

## Festlegung des Veranstaltungsorts
Ottawa gab sein Gebot im März 2011 bekannt, als klar wurde, dass die Provinz Ontario 100.000 Dollar zuschießen würde. Das Gebot wurde anteilig von der Stadt Ottawa, der Provinz und der National Capital Commission finanziert. Ottawa veranstaltete die Awards bereits 2003, darüber hinaus wurden auch die Juno Awards 2011 in Ontario ausgerichtet. Montreal war ebenfalls im Gespräch.

## Veranstaltungen
Der Juno Cupfand am 30. März im Nepean Sportsplex statt.
Die meisten Preise wurden im Rahmen einer Galafeier am 31. März im Ottawa Convention Centre vergeben.
Vor der Hauptverleihung war Dan Mangan Gastgeber des Songwriters’ Circle im Centrepointe Theatre. Dort traten Kiran Ahluwalia, Terri Clark, David Francey, Max Kerman von Arkells, Kardinal Offishall und Lindi Ortega auf.

### Hauptveranstaltungen
William Shatner war Moderator der Hauptveranstaltung im Scotiabank Place.
Es traten folgende Künstler auf:
- Anjulie
- Blue Rodeo
- City and Colour
- deadmau5 with Lights, MC Flipside[16]
- Dragonette
- Feist
- Hedley
- Hey Rosetta!
- JRDN
- K’naan[16]
- Mia Martina
- Sarah McLachlan
- Nickelback
- Alyssa Reid
- Simple Plan

## Gewinner und Nominierungen
Die Nominierungen wurden am 7. Februar 2012 verkündet. Während die meisten Awards bei einer Gala am 31. März vergeben wurden, wurden die acht Hauptkategorien am 1. April im Rahmen der Fernsehübertragung vergeben. Zwei Weihnachtsalben wurden als Album of the Year nominiert: Christmas von Michael Bublé und Under the Mistletoe von Justin Bieber. Erstmals wurde die Kategorie Metal/Hard Music Album of the Year eingeführt.

### Personen
| Artist of the Year | Group of the Year |
| --- | --- |
| Feist - City and Colour - Deadmau5 - Drake - Michael Bublé | Arkells - Down with Webster - Hedley - Nickelback - Sam Roberts Band |
| New Artist of the Year | New Group of the Year |
| Dan Mangan - Diamond Rings - JRDN - Lindi Ortega - Alyssa Reid | The Sheepdogs - Braids - Hey Rosetta! - Mother Mother - The Rural Alberta Advantage |
| Fan Choice Award | Songwriter of the Year |
| Justin Bieber - Arcade Fire - Michael Bublé - City and Colour - Deadmau5 - Drake - Hedley - Avril Lavigne - Nickelback - Ginette Reno | Dallas Green, Fragile Bird, We Found Each Other und Weightless (City and Colour) - Jim Cuddy, Everyone Watched the Wedding, Skyscraper Soul und Watch Yourself Go Down - Feist, How Come You Never Go There, Graveyard und The Circle Married the Line - Dan Mangan, About as Helpful as You Can Be Without Being Any Help at All, Post-War Blues und Oh Fortune - Ron Sexsmith, Get in Line, Believe It When I See It und Middle of Love |
| Jack Richardson Producer of the Year | Recording Engineer of the Year |
| Brian Howes (Heaven’s Gonna Wait, Hedley und Trying Not to Love You, Nickelback) - David Foster (White Christmas, Michael Bublé) - k.d. lang (I Confess und Sugar Buzz, k.d. lang) - Bob Rock (Only the Lonely, Jann Arden) - Noah „40“ Shebib (Marvin’s Room und Take Care, Drake) | George Seara (A Little Bit of Love, Michael Kaeshammer und Let Go, Laila Biali) - Chris Shreenan-Dyck (Everybody Watched the Wedding und Watch Yourself Go, Jim Cuddy) - David Travers-Smith (All the Stars, The Wailin’ Jennys und Soon the Birds, Oh Susanna) - Michael Phillip Wojewoda (Circle und Mama, Paisley Jura) - Jeff Wolpert (You're Not Alone und Cosmic Ballet, Sarah Slean)                                               |

### Alben
| Album of the Year | Aboriginal Album of the Year |
| --- | --- |
| Michael Bublé, Christmas - Justin Bieber, Under the Mistletoe - Drake, Take Care - Avril Lavigne, Goodbye Lullaby - Nickelback, Here and Now | Murray Porter, Songs Lived and Life Played - Bruthers of Different Muthers, Speakers of Tomorrow - Flying Down Thunder and Rise Ashen, One Nation - Donny Parenteau, To Whom It May Concern - Randy Wood, The Gift of Life |
| Adult Alternative Album of the Year | Alternative Album of the Year |
| Feist, Metals - Jim Cuddy, Skyscraper Soul - Cuff the Duke, Morning Comes - Jenn Grant, Honeymoon Punch - Ron Sexsmith, Long Player Late Bloomer | Dan Magan, Oh Fortune - Braids, Native Speaker - Destroyer, Kaputt - Fucked Up, David Comes to Life - Timber Timbre, Creep On Creepin’ On |
| Blues Album of the Year | Children’s Album of the Year |
| MonkeyJunk, To Behold - Bill Johnson, Still Blue - David Gogo, Soul Bender - Harrison Kennedy, Shame the Devil - Suzie Vinnick, Me ’n’ Mabel | Charlie Hope, Songs, Stories and Friends: Let’s Go Play! - Bobs & Lolo, Connecting the Dots - Eddie Douglas, Sleepy Sky Lullaby - Music with Brian, Everyone - Vocal Paint, My Butterfly/A Cappella Lullabies |
| Classical Album of the Year (solo or chamber ensemble) | Classical Album of the Year (large ensemble) |
| Marc-André Hamelin, Liszt Piano Sonata - Canadian Brass, Brahms on Brass - Susan Hoeppner, American Flute Masterpieces - Louis Lortie, Louis Lortie Plays Liszt - New Orford String Quartet, Schubert and Beethoven | Alexandre Da Costa with the Orchestre Symphonique de Montréal, Daugherty: Fire and Blood - James Ehnes, Bartók Violin Concertos - Yannick Nézet-Séguin with the Orchestre Métropolitain, Bruckner 4 - Yannick Nézet-Séguin with the Orchestre Métropolitain, Florent Schmidt: La tragédie de Salomé - Jean-Guihen Queyras, Vivaldi Cello Concertos |
| Classical Album of the Year (vocal or choral performance) | Contemporary Christian/Gospel Album of the Year |
| Jane Archibald with the Orchestre Symphonique Bienne (Thomas Rösner, conductor), Haydn Arias - Karina Gauvin and Marie-Nicole Lemieux, Handel: Streams of Pleasure - Marie-Josée Lord and the Orchestre Métropolitain (Giuseppe Pietraroia, conductor), Marie-Josée Lord - Le Nouvel Opéra, Caldara: La Conversione di Clodoveo - Tafelmusik Baroque Orchestra with Daniel Taylor, J. S. Bach: Cantatas 70 & 154; Concerto 1060; Orchestral Suite No. 2 | Downhere, On the Altar of Love - Jon Bauer, Forevermore - Hawk Nelson, Crazy Love - Kellie Loder, Imperfections & Directions - Sky Terminal, Don’t Close Your Eyes |
| Country Album of the Year | Electronic Album of the Year |
| Terri Clark, Roots and Wings - Doc Walker, 16 & 1 - High Valley, High Valley - Jason McCoy, Everything - Jimmy Rankin, Forget About the World | Tim Hecker, Ravedeath, 1972 - Austra, Feel It Break - Azari & III, Azari & III - Junior Boys, It’s All True - Arthur Oskan, A Little More Than Everything |
| Francophone Album of the Year | Instrumental Album of the Year |
| Malajube, La caverne - Cœur de pirate, Blonde - Catherine Major, Le Désert des solitudes - Jérôme Minière, Le vrai le faux - Fred Pellerin, C'est un monde | Stretch Orchestra, Stretch Orchestra - Alex Nevsky, Himalaya mon amour - Damien Robitaille, Omniprésent - Daniel Bélanger, Chic de ville - Pierre Lapointe, Punkt |
| International Album of the Year | Contemporary Jazz Album of the Year |
| Adele, 21 - Coldplay, Mylo Xyloto - Lady Gaga, Born This Way - LMFAO, Sorry for Party Rocking - Rihanna, Loud | Phil Dwyer Orchestra feat. Mark Fewer, Changing Seasons - Hilario Duran and Jane Bunnett, Cuban Rhapsody - François Bourassa Quartet, Idiosyncrasie - Colin Stetson, New History Warfare Vol. 2: Judges - Chris Tarry, Rest of the Story |
| Traditional Jazz Album of the Year | Vocal Jazz Album of the Year |
| David Braid, Verge - Dave Young Quintet, Aspects of Oscar - Oliver Jones, Live in Baden - Kirk MacDonald Orchestra, Deep Shadows - Mike Murley Septet, Still Rollin’ | Sonia Johnson, Le Carré de nos amours - Fern Lindzon, Two Kites - Sophie Milman, In the Moonlight - The Nylons, Skin Tight - Diana Panton, To Brazil with Love |
| Metal/Hard Music Album of the Year | Pop Album of the Year |
| KEN mode, Venerable - Anvil, Juggernaut of Justice - Cauldron, Burning Fortune - Fuck the Facts, Die Miserable - Devin Townsend, Deconstruction | Hedley, Storms - Down with Webster, Time to Win, Vol. 2 - Avril Lavigne, Goodbye Lullaby - Lights, Siberia - Marianas Trench, Ever After |
| Rap Recording of the Year | Rock Album of the Year |
| Drake, Take Care - Classified, Handshakes and Middle Fingers - D-Sisive, Jonestown 2: Jimmy Go Bye-Bye - Kardinal Offishall, Anywhere (Ol’ Time Killin’ Pt. 2) - Swollen Members, Dagger Mouth | The Sheepdogs, Learn & Burn - Arkells, Michigan Left - Matthew Good, Lights of Endangered Species - Sam Roberts, Collider - Sloan, The Double Cross |
| Roots & Traditional Album of the Year – Solo | Roots & Traditional Album of the Year – Group |
| Bruce Cockburn, Small Source of Comfort - Craig Cardiff, Floods & Fires - David Francey, Late Edition - Dave Gunning, A Tribute to John Allan Cameron - Lindi Ortega, Little Red Boots | The Wailin’ Jennys, Bright Morning Stars - The Deep Dark Woods, The Place I Left Behind - The Good Lovelies, Let the Rain Fall - The Once, Row Upon Row of the People They Know - Twilight Hotel, When the Wolves Go Blind |
| World Music Album of the Year | |
| Kiran Ahluwalia, Aam Zameen: Common Ground - Azam Ali, From Night to the Edge of Day - Abdoulaye Kone and Bolo Kan, Afo Gné - Aline Morales, Flores, Tambores e Amores - Socalled, Sleepover | |

### Lieder und Aufnahmen
| Single of the Year | Classical Composition of the Year |
| --- | --- |
| The Sheepdogs, I Don’t Know - City and Colour, Fragile Bird - Hedley, Invincible - Nickelback, When We Stand Together - Johnny Reid, Let’s Go Higher | Derek Charke, Sepia Fragments - Jacques Hétu, String Quartet No. 2 - Jeffrey Ryan, Fugitive Colours - Heather Schmidt, Piano Concerto No. 2 - Ann Southam, Glass Houses #5                                            |
| Dance Recording of the Year | R&B/Soul Recording of the Year |
| Martin Solveig and Dragonette, Hello - Anjulie, Brand New Chick - Deadmau5, Aural Psynapse - Duck Sauce, Barbra Streisand - Mia Martina, Devotion    | Melanie Fiona, Gone and Never Coming Back - Jully Black, Set it Off (feat. Kardinal Offishall) - JRDN, IAMJRDN - Robin Thicke, Pretty Lil Heart (feat. Lil Wayne) - Karl Wolf, Ghetto Love (feat. Kardinal Offishall) |
| Reggae Recording of the Year | |
| Exco Levi, Bleaching Shop - Jay Douglas, Lover’s Paradise - Dubmatix, Seeds of Love & Life - Tanya Mullings, Rescue Me - Steele, Woman               | |

### Weitere
| Music DVD of the Year | Recording Package of the Year |
| --- | --- |
| Feist: Look at What the Light Did Now (Anthony Seck, Janine McInnes and Chip Sutherland) - David Francey: Burning Bright (Tony Girardin) - Peter Katz: Live at the Music Gallery (Tim Martin, Framebender and Peter Katz) - Rush: Time Machine 2011: Live in Cleveland (Scot McFadyen, Sam Dunn and Peggi Cecconi) - Tegan and Sara: Get Along (Elinor Svoboda-Salazar, Tegan Quin, Sara Quin, Piers Henwood and Nick Blasko) | Jeff Harrison (Designer) and Kim Ridgewell (Illustrator) for Rest of the Story (Chris Tarry) - Feist, Metals (Janine McInnes, Robyn Kotyk, Graydon Sheppard, Sammy Rawal, Petra Cuschieri and Heather Goodchild) - Laura Repo, Get Yourself Home (Kirsten Gauthier, Anthony Swaneveld, Steve Dunk and Janet Kimber) - Dinah Thorpe, 12 (Jayme Spinks and Dinah Thorpe) - Timber Timbre, Creep On Creepin’ On (Taylor Kirk, Robyn Kotyk and Nina Nielsen) |
| Video of the Year | |
| Mike Roberts (Rumbleseat, The Sadies) - Jon Busby (Rows of Houses, Dan Mangan) - José Lourenço (Stamp, The Rural Alberta Advantage) - Michael Maxxis (Good Day at the Races, Hollerado) - John JP Poliquin (The Stand, Mother Mother) | |